# Fabrizio Suardi
Fabrizio Suardi ou Alessandro Suardi (1585 - abril de 1638) foi um prelado católico romano que serviu como Bispo de Caserta (1637–1638) e Bispo de Lucera (1619–1637).

## Biografia
Fabrizio Suardi nasceu em Nápoles, na Itália, em 1585. A 28 de janeiro de 1619, foi nomeado durante o papado de Paulo V como Bispo de Lucera. No dia 10 de fevereiro de 1619, foi consagrado bispo por Ladislao d'Aquino, bispo de Venafro, com Paolo De Curtis, bispo emérito de Isernia, e Scipione Spina, bispo de Lecce, servindo como co-consagradores. A 9 de fevereiro de 1637, foi nomeado bispo de Caserta durante o papado de Urbano VIII. Suardi serviu como Bispo de Caserta até à sua morte em abril de 1638.

## Sucessão episcopal
Enquanto bispo, foi o co-consagrador principal de:
- Alexander Liparuli, (1624);
- Pier Luigi Carafa, (1624);
- Giovanni Battista Indelli, (1624);
- Gaetano Cossa, (1635);
- Francesco Antonio Porpora, (1635);
- Ascenzio Guerrieri, (1635);
- Cherubino Manzoni, (1635);
- Bartolomeo Frigerio, (1635);
- Francesco Antonio Sacchetti, (1635); e
- Alessandro Cesarini (iuniore), (1636).